# Лёгкая атлетика на летних Олимпийских играх 1904 — метание веса в 56 фунтов
Соревнования по метанию веса в 56 фунтов среди мужчин на летних Олимпийских играх 1904 прошли 1 сентября. Приняли участие шесть спортсменов из двух стран.

## Призёры
| Золото               | Серебро           | Бронза             |
| Этьен Демарто Канада | Джон Флэнаган США | Джеймс Митчелл США |

## Соревнование
| Место | Спортсмен             | Результат  |
| ----- | --------------------- | ---------- |
| 1     | Этьен Демарто (CAN)   | 10,46 м    |
| 2     | Джон Флэнаган (USA)   | 10,16 м    |
| 3     | Джеймс Митчелл (USA)  | 10,13 м    |
| 4     | Чарльз Хэннеман (USA) | 9,18 м     |
| 5     | Чарльз Шэдвик (USA)   | Неизвестен |
| 6     | Ральф Роуз (USA)      | 8,53 м     |